# Loose Fur (musikalbum)
Loose Fur är bandet Loose Furs självbetitlade debutalbum, utgivet 28 januari 2003.

## Låtlista
All musik av Loose Fur.
1. "Laminated Cat" (text Jeff Tweedy) – 7:18
2. "Elegant Transaction" (text Jim O'Rourke) – 6:15
3. "So Long" (text O'Rourke) – 8:59
4. "You Were Wrong" (text Tweedy) – 3:33
5. "Liquidation Totale" (instrumental) – 5:37
6. "Chinese Apple" (text Tweedy) – 7:34